# Murena (komiks)
Murena – francuska seria komiksowa autorstwa scenarzystt Jeana Dufaux i rysowników: Philippe'a Delaby'ego (tomy 1–9), Theo Caneschiego (od tomu 10.). Oryginał francuskojęzyczny wydaje francuska oficyna Dargaud od 1997. Polskie tłumaczenie czterech pierwszych tomów opublikowało wydawnictwo Egmont Polska w latach 2002–2003. W 2013, po dziesięcioletniej przerwie, wydawnictwo Taurus Media podjęło publikowanie Mureny po polsku od tomu 5.

## Treść
Murena to komiks historyczny z elementami fantasy, której akcja toczy się czasach starożytnego Rzymu i ukazuje krwawe, okrutne, pełne zabobonów i zdrad realia tego imperium. Głównym bohaterem jest Lucjusz Murena, syn kochanki cesarza Rzymu, Klaudiusza. Młodzieniec wbrew swej woli zostaje wciągnięty w intrygi dworu cesarskiego. Jego życiu zaczyna grozić niebezpieczeństwo, gdy Klaudiusz ginie, a żądna władzy Agryppina wprowadza na tron swego syna, Nerona.

## Tomy
| Tom | Tytuł i rok wydania polskiego | Tytuł i rok wydania oryginalnego |
| --- | ----------------------------- | -------------------------------- |
| 1   | Purpura i złoto (2002)        | La Pourpre et l’Or (1997)        |
| 2   | Z piasku i krwi (2002)        | De sable et de sang (1999)       |
| 3   | Najlepsza z matek (2003)      | La Meilleure des mères (2001)    |
| 4   | Idący na śmierć (2003)        | Ceux qui vont mourir… (2002)     |
| 5   | Czarna bogini (2013)          | La Déesse noire (2006)           |
| 6   | Krew bestii (2013)            | Le Sang des bêtes (2007)         |
| 7   | Żywioł ognia (2014)           | Vie des feux (2009)              |
| 8   | Zemsta popiołów (2014)        | Revanche des Cendres (2010)      |
| 9   | Ciernie (2018)                | Les épines (2013)                |
| 10  | Uczta (2019)                  | Le banquet (2017)                |
| 11  |                               | Lemuria (2020)                   |
| 12  |                               | Mort d'un Sage (2024)            |
| 13  |                               | Les Neronia (2025)               |